# أبو عبيد الجوزجاني
أبو عبيد الجوزجاني (توفي في 1070 م) هو طبيب ومؤرخ فارسي من جوزجان (ما تعرف اليوم بولاية جوزجان في أفغانستان).